# Sevanplatform

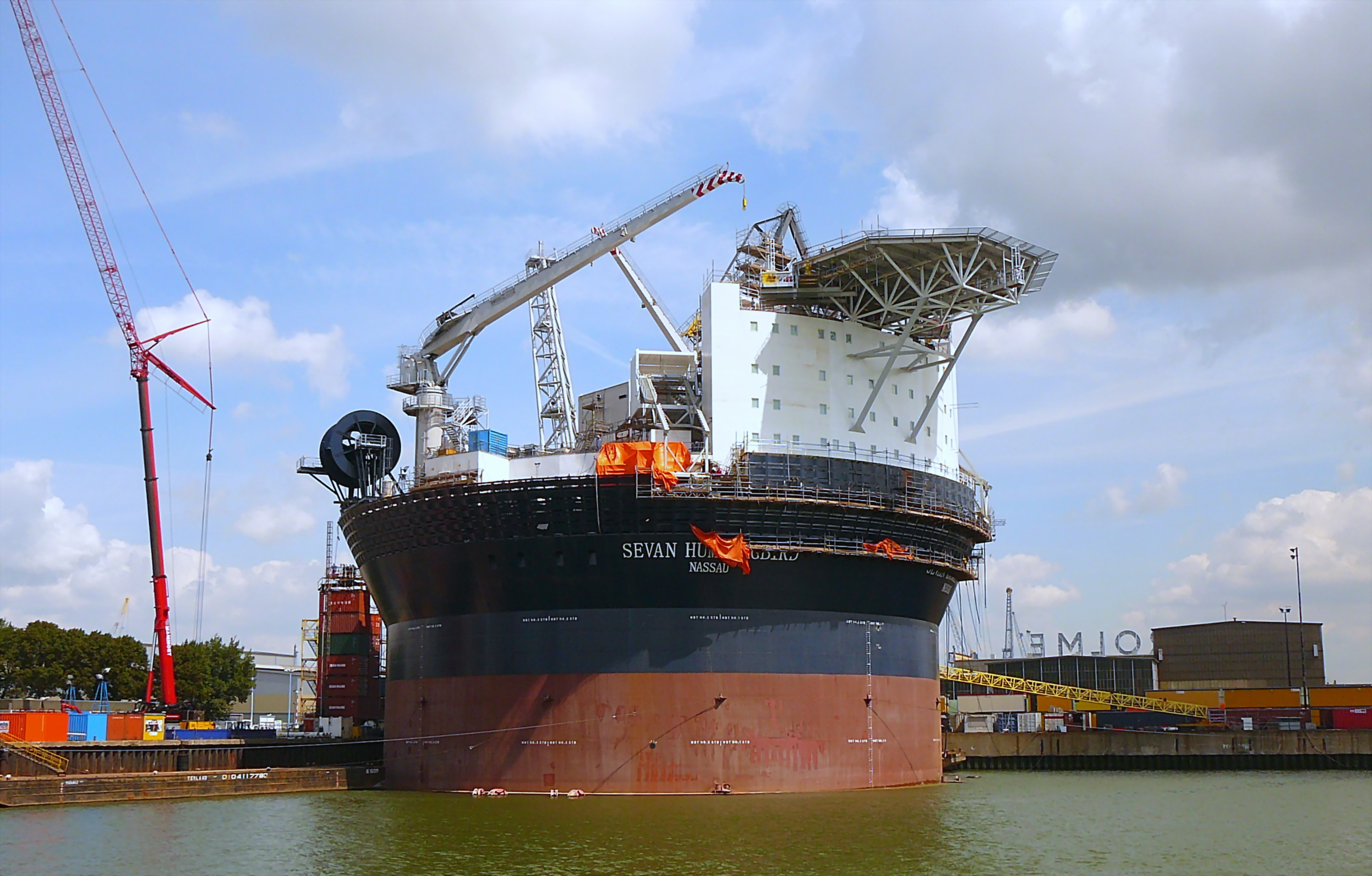
De Sevan Hummingbird

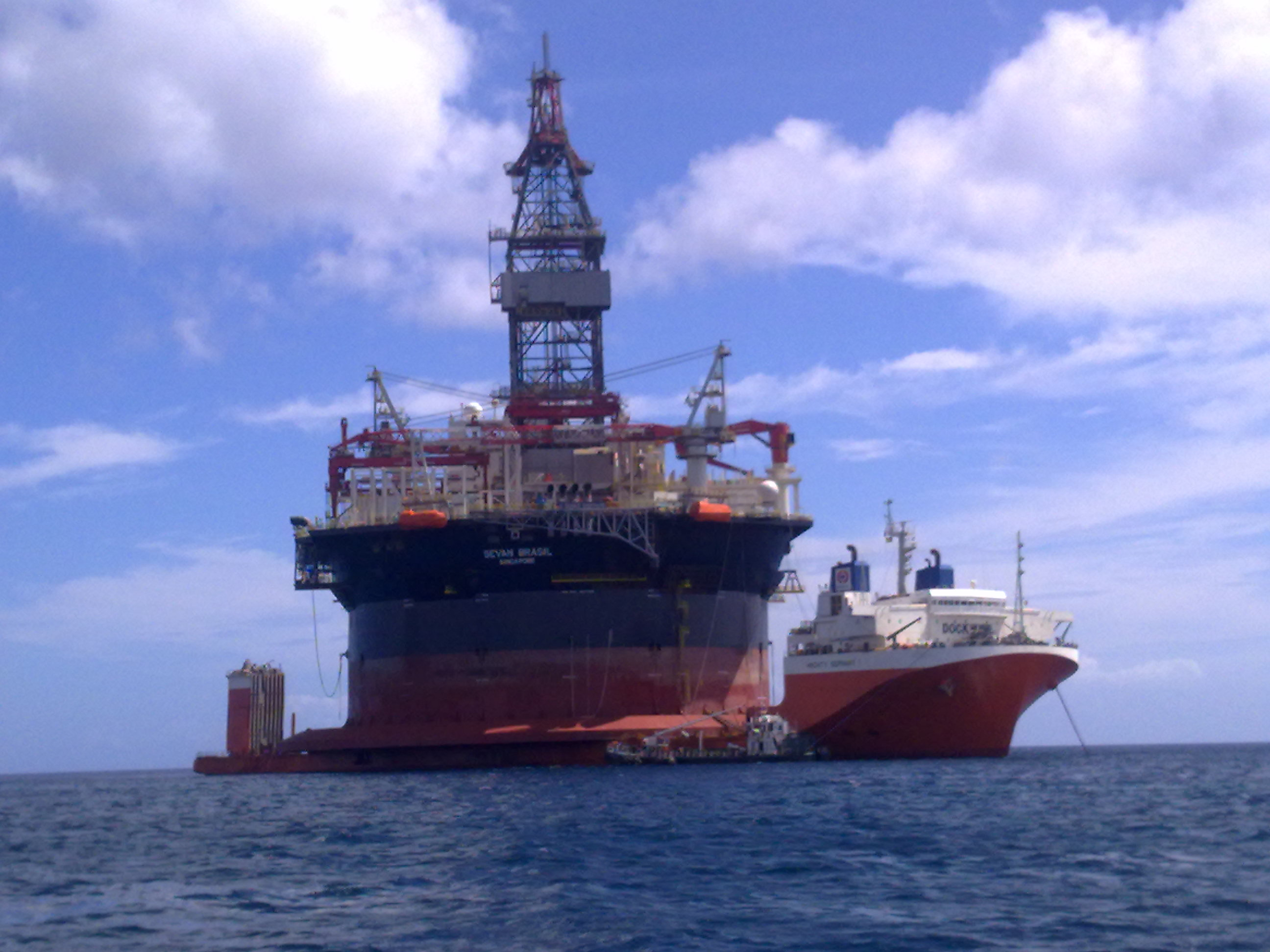
De Sevan Brasil op de Mighty Servant 1

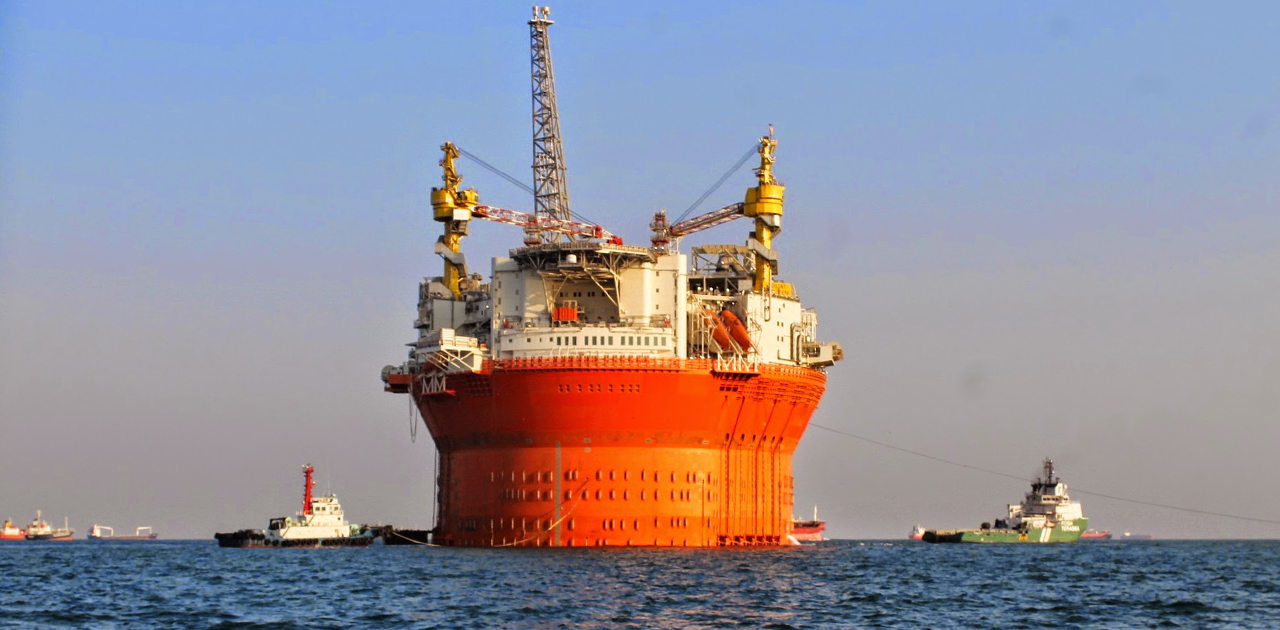
De FPSO Goliat FPSO

Het Sevanplatform is een aantal ontwerpen van FPSO's, boorplatforms en accommodatieplatforms van Sevan Marine. Het ontwerp is cilindervormig en wijkt daarmee af van eerdere FPSO's.

## Types
| Type       | Capaciteit      | Deplacement | Diepgang | Diameter romp | Diameter dek |
| ---------- | --------------- | ----------- | -------- | ------------- | ------------ |
| Sevan 300  | 300.000 vaten   | 55.000 ton  | 18 m     | 60 m          | 64 m         |
| Sevan 400  | 400.000 vaten   |             | 22 m     | 70 m          | 78 m         |
| Sevan 650  | 650.000 vaten   | 110.000 ton | 22 m     | 75 m          | 80 m         |
| Sevan 1000 | 1.000.000 vaten | 165.000 ton | 28 m     | 84 m          | 90 m         |
| Sevan 2000 | 2.000.000 vaten | 305.000 ton | 33 m     | 106 m         | 114 m        |

## Sevan-serie
| Type       | Naam                              | Toepassing           | Werf                            | Jaar           | IMO-nummer |
| ---------- | --------------------------------- | -------------------- | ------------------------------- | -------------- | ---------- |
| Sevan 300  | Sevan Piranema                    | FPSO                 | Yantai Raffels / Keppel Verolme | 2007           | 9375214    |
| Sevan 300  | Excalibur (ex. Sevan Hummingbird) | FPSO                 | Yantai Raffels / Keppel Verolme | 2007           | 9417103    |
| Sevan 300  | Sevan Voyageur                    | FPSO                 | Yantai Raffels / Keppel Verolme | 2008           | 9390977    |
| Sevan 650  | Sevan Driller                     | FPSO                 | COSCO (Nantong) Shipyard        | 2009           | 8769846    |
| Sevan 650  | Sevan Brasil                      | Boorplatform         | COSCO (Nantong) Shipyard        | 2012           | 8740125    |
| Sevan 650  | Sevan Louisiana                   | Boorplatform         | COSCO (Nantong) Shipyard        | 2013           | 9679440    |
| Sevan 650  | Sevan Developer                   | Boorplatform         | COSCO (Nantong) Shipyard        | 2021           | 9679452    |
| Sevan 1000 | FPSO Goliat                       | FPSO                 | Hyundai Heavy Industries        | 2015           | 9772242    |
| Sevan 400  | Western Isles FPSO                | FPSO                 | COSCO (Qidong) Shipyard         | 2017           | 9736171    |
| Sevan 300  | Arendal Spirit                    | Accommodatieplatform | COSCO (Nantong) Shipyard        | 2015           | 9757046    |
| Sevan 300  | Stavanger Spirit                  | Accommodatieplatform | COSCO (Nantong) Shipyard        |                | 9763198    |
| Sevan 200  | Nantong Spirit                    | Accommodatieplatform | COSCO (Nantong) Shipyard        |                |            |
| Sevan 400  | Penguins FPSO                     | FPSO                 | COSCO Shipyard Group            | 2021 (planned) | 9873448    |